# Crispín de Viterbo
Crispín de Viterbo, nacido Pietro Fioretti  (Viterbo, 13 de noviembre de 1668 - Roma, 19 de mayo de 1750), fue un religioso católico romano italiano profesante de la Orden de los Hermanos Menores Capuchinos.

## Su vida
Pietro Fioretti (en religión Crispín) nació el 13 de noviembre de 1668, en Viterbo, Italia. Hijo de padres obreros. Su madre, en su juventud, le inspira una gran devoción a la Virgen María. Cada vez que ella llevaba a su hijo a la iglesia, se detenían delante del altar de la Virgen y le decía «He aquí tu verdadera Madre».
En su infancia, fue llevado a casa de su tío quien era zapatero. Con el poco dinero que ganaba, Crispín compraba flores para llevárselas a la Virgen.
A la edad de 25 años, veían alrededor de él a los Padres Capuchinos, tuvo el deseo de unírseles aun con su mala salud. Se integra a la Comunidad donde hace todas las tareas que le piden: cavar en el jardín, pedir limosna, tareas de cocinero, sanar a los enfermos, etc., en alegría y en un buen humor constantes. El hermano enfermero decía de él: «El Hermano Crispín no es un novicio, es un ángel».
Fue cocinero en el convento de Tolfa; «Una cocina pobre en una cocina limpia» era su lema.
Durante 40 años, fue religioso limosnero para el convento de Orvieto; a quien pedía pan, le hablaba de Dios y de la Virgen María por la cual siempre tuvo una profunda devoción. Cabe mencionar que cuando se sometía a casos dolorosos o difíciles, respondía: «Déjenme hablar con mi Señora Madre (la mia Signora Madre), después regresa a verme...».
Muere en Roma el 19 de mayo de 1750 dejando a sus contemporáneos el recuerdo de un santo hombre alegre, quien compartió su buen humor y testimonio de su fe sin límite ante sus hermanos, en cumplimiento de los más humildes designios.

## Anécdotas de su vida (tradición)
- Su madre le había enseñado a poner toda su confianza en la Virgen María y de recurrir a Ella en toda circunstancia. Un día cuando está trepando un árbol con tres compañeros, una rama se rompe, y caen sobre las piedras. el pequeño Crispín lloró inmediatamente: «Santa Virgen María, ¡ven en mi ayuda!». Sus amigos fueron gravemente heridos y Crispín se levanta sin un rasguño.

- En todos los conventos a donde le enviaban, Crispín adornaba para su uso un pequeño altar a María. Un día, había puesto dos bellas flores en él, las cuales fueron robadas por dos malandrines. Al día siguiente un religioso le da dos velas, Crispín las enciende y sale para ir a recolectar algunas verduras del jardín; el religioso que le había dado las velas las toma nuevamente y se esconde para ver como reaccionará Crispín. A su regreso, Crispín, no vio las velas y sollozando a María: «¡Cómo! ¡Ayer las flores y hoy las velas! ¡Oh mi Madre, Eres tan buena; pronto tomaremos a tu Hijo y Tu no dirás nada!».

- Cuando se le reprendía por su exceso de trabajo, sonreía diciendo las palabras de San Felipe Neri: «¡El paraíso no se hizo para los cobardes!».

- Un día, una enfermedad contagiosa se extendió por el convento. Su superior le pide: «¿Quiere poner en riesgo su vida y sanar a sus hermanos?» Crispín le respondió: «¿Querer? Dejé a mi voluntad Viterbo cuando entre en los Capuchinos». Se encargó de curar a sus hermanos y no fue alcanzado por la epidemia.

- Amaba ir a pedir limosna para la Comunidad y se llamaba a sí mismo El asno de los Capuchinos. Si, para demostrarlo, le insultaban, él exclamaba: «¡Alabado sea Dios! Me tratan aquí como lo merezco».

## A la Gloria de los Altares
- Beatificado el 7 de septiembre de 1806 por el papa Pío VII.
- Canonizado el 20 de junio de 1982 por el papa Juan Pablo II.

Su cuerpo perfectamente bien conservado reposa en Roma.

## Fiesta
El 23 de mayo.